# Gåstjärnen (Ramsjö socken, Hälsingland)
Gåstjärnen är en sjö i Ljusdals kommun i Hälsingland och ingår i Ljusnans huvudavrinningsområde.